# Ичем (озеро)
Ичем (англ. Lake Eacham) — вулканическое озеро в штате Квинсленд (Австралия), занимающее один из мааров плато Атертон. Площадь поверхности — 0,52 км², максимальная глубина — 66 м (по другим данным — 65 м), высота водной поверхности — 768 м, размеры озера — 840 м в длину и 720 м в ширину.
Озеро Ичем находится на территории национального парка Крейтер-Лейкс. Этот парк является частью территории, называемой «Влажные тропики Квинсленда» (англ. Wet tropics of Queensland), являющейся объектом Всемирного наследия ЮНЕСКО.

## История

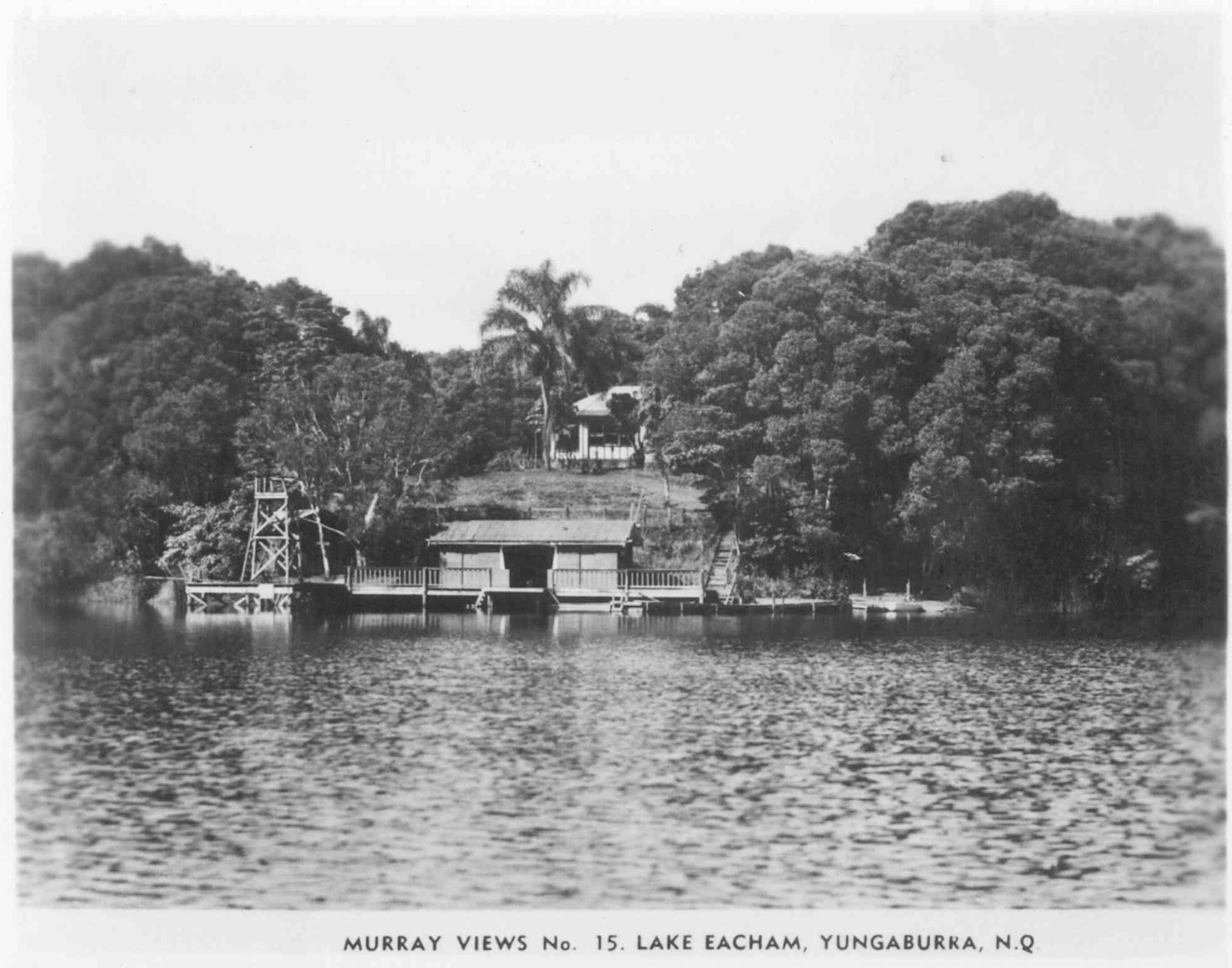
Озеро Ичем в 1940 году

Европейские поселенцы узнали о существовании озера в конце XIX века. В 1888 году озеро Ичем и его прибрежная полоса были провозглашены живописным заповедником (англ. scenic reserve), а в 1934 году — национальным парком. С 1943 года у озера располагались подразделения Вооружённых сил Австралии — в этот период у берега были построены бетонные дорожки, туалеты и места для пикников. В 1950—1974 годах на озере было разрешено использование моторных лодок — в частности, для водных лыж. В 1988 году озеро Ичем было включено в территорию, называемую «Влажные тропики Квинсленда» (англ. Wet tropics of Queensland), которая является объектом Всемирного наследия ЮНЕСКО, а в 1994 году озеро Ичем вместе с соседним озером Баррин и прилегающей к ним территорией были объединены в национальный парк Крейтер-Лейкс.

## География и геология
Ичем — вулканическое озеро, которое находится в мааре, образовавшемся более 10 000 лет назад в результате парового взрыва. Глубина озера составляет 66 м, и оно поддерживает свой уровень за счёт подземных источников. Со всех сторон озеро окружено возвышениями, в результате чего никакие водные потоки в него не впадают и из него не вытекают — оно является бессточным. Разница в уровнях воды между засушливыми и дождливыми периодами может составлять до четырёх метров.

## Флора и фауна
На озере Ичем и близ него наблюдалось более 180 видов птиц, среди которых — кустарниковые большеноги, серолобые белокосые мухоловки, длиннохвостые пёстрые голуби, щитоносные райские птицы Виктории, золотоухие медососы, черноголовые чаучиллы, королевские попугаи, Ailuroedus melanotis и другие.
Из пресмыкающихся вблизи озера встречаются аметистовые питоны, австралийские лесные драконы, зубчатые элсеи и другие. Из млекопитающих — бандикуты, сумчатые мыши, кенгуру, крысы, а также 25 различных видов летучих мышей. Из земноводных встречаются различные виды лягушек.
С давних времён до середины 1980-х годов в озере водились три вида рыб — Melanotaenia eachamensis, Mogurnda adspersa и Craterocephalus stercusmuscarum. Во второй половине 1980-х два первых вида практически исчезли — главным образом, из-за появления в озере других видов рыб — Toxotes chatareus, Amniataba percoides, Glossamia aprion, Melanotaenia splendida splendida, Nematalosa erebi и прочих. Попытка нового введения в озеро Melanotaenia eachamensis, предпринятая в 1989 году, закончилась неудачей.